# روبرت كورتني (منافس ألعاب قوى)
روبرت كورتني (بالإنجليزية: Robert Courtenay)‏ هو منافس ألعاب قوى نيوزيلندي، ولد في 27 أبريل 1959، وتوفي في 28 يناير 2016.

## روابط خارجية
- روبرت كورتني على موقع Paralympic.org (الإنجليزية)
- روبرت كورتني على موقع اللجنة البارالمبية النيوزيلندية (الإنجليزية)